# Ashina Morikiyo
Ashina Morikiyo (蘆名 盛舜?; 1490 – 21 novembre 1553) è stato un daimyō giapponese del periodo Sengoku, quindicesimo capo del clan Ashina.
Morikiyo assunse il controllo del clan Ashina nel 1517 dopo che suo fratello Moritaka morì senza figli. Assistette Date Tanemune in un attacco contro la famiglia Kasai nel 1528 e si alleò con i clan Date, Ishikawa, e  Iwase contro gli Shirakawa nel 1534. Gli succedette il figlio Ashina Moriuji.